# Эстриол
Эстрио́л (Е 3) — малоактивный второстепенный женский половой гормон, эстроген. Вырабатывается фолликулярным аппаратом яичников у женщин. Небольшие количества эстриола вырабатываются также корой надпочечников у обоих полов и яичками у мужчин. По химическому строению эстриол является стероидным гормоном.
Из трёх природных эстрогенов человеческого организма (эстрадиол, эстрон и эстриол) эстриол имеет самый короткий период полувыведения и наименьшую биологическую активность. Также обнаружена довольно высокая специфичность связывания эстриола с эстрогенными рецепторами в уретре и мочевом пузыре, матке и влагалище при сравнительно малом связывании с эстрогенными рецепторами в других тканях.
Вместе с тем эстриол играет важную роль в процессах роста и развития матки при беременности, так как плацента плода производит очень большие количества именно эстриола (впоследствии эстриол вырабатывает и печень плода). Вне беременности гормон эстриол присутствует в организме женщины, но в низкой концентрации.
Врачи называют этот гормон главным эстрогеном беременности, ибо эстриол улучшает ток крови по сосудам матки, снижает их сопротивление, и способствует развитию протоков молочных желёз во время созревания плода. Анализ эстриола в сыворотке крови (свободный эстриол) позволяет докторам судить о возможных нарушениях в развитии плода в чреве матери.